# Distretto di Tarata
Il distretto di Tarata è un distretto del Perù, facente parte della provincia di Tarata, nella regione di Tacna.